# مارتن هالر
مارتن هالر (بالألمانية: Martin Haller)‏ (و. 1835 – 1925 م) هو مهندس معماري، وسياسي ألماني، ولد في هامبورغ، توفي في هامبورغ، عن عمر يناهز 90 عاماً.

## مناصب
تولى منصب عضو البرلمان هامبورغ ‏
.

## التعليم
تعلم في مدرسة يوهانيم العلمية ‏
.

## أعمال بارزة
من أهم أعماله:
- مبنى البلدية.